# 四大天王 (粵劇)
粵劇的四大天王分別是薛覺先、馬師曾、桂名揚及白駒榮，他們代表20世紀上半葉粵劇最著名，評價最高的演員。此外，新加坡也有“四大天王”，賴伯疆、黃鏡明於1988年出版的粵劇史認為是梁醒波、劉劍秋、羅劍非、文覺非，不過後來有學者張燕萍指土生土長的梁醒波、文少秋、劉劍飛和羅劍飛才是新加坡四大天王。